# Hieracium froelichianum
Hieracium froelichianum — вид трав'янистих рослин родини айстрові (Asteraceae), поширений у Європі.

## Поширення
Європа: Чехія, Польща, Словаччина, Україна.